# Luc-la-Primaube
Pour les articles homonymes, voir Luc.
Luc-la-Primaube (Luc-La Primalba en occitan) est une commune française de l'Aveyron, en région Occitanie. Elle est située à une dizaine de kilomètres au sud-ouest de Rodez, préfecture de l'Aveyron.
Ses habitants sont appelés les Lucois ou les Primaubois. En effet, la commune administrative regroupe deux bourgs : Luc et La Primaube, séparés de 3 km ; d'où l'appellation de la commune :
Luc-la-Primaube.
Le patrimoine architectural de la commune comprend un immeuble protégé au titre des monuments historiques : le château de Planèzes, inscrit en 1991.

## Géographie

### Localisation
Les coordonnées des villes de la commune sont les suivantes :
- Luc : 44° 18′ 50,07″ N, 2° 32′ 07,28″ E
- La Primaube : 44° 17′ 33,24″ N, 2° 33′ 34,67″ E

Luc-la-Primaube est une commune de l'aire d'attraction de Rodez située dans son unité urbaine à quelques kilomètres au sud de Rodez.

### Communes limitrophes
Luc-la-Primaube est limitrophe de cinq autres communes.
Les communes limitrophes sont Baraqueville, Calmont, Druelle Balsac, Flavin et Olemps.

### Luc
Luc est un village qui accueille la mairie de la commune. Il possède une église datant du XVe siècle (plus de détails à Lieux et monuments). La plupart des maisons sont assez récentes tandis que le nombre de bâtisses plus anciennes tend à diminuer. On y trouve très peu de commerces. En outre, beaucoup d'habitants travaillent à Rodez. La RN88 n'est pas directement reliée au village, bien que passant à côté. De ce fait, Luc est moins gagné par l'urbanisation que La Primaube.

### La Primaube
La Primaube est une petite ville commerçante. On y trouve une église moderne du XXe siècle, une place commerçante : la place de l'Étoile. La plupart des maisons sont récentes et regroupées en lotissements. Il reste cependant quelques rares maisons centenaires (une des mieux entretenues donne sur le rond-point principal de la ville). À côté des lotissements, on tombe directement sur les champs verts, bosquets ou étangs. Beaucoup de personnes habitant dans ces lotissements récents travaillent à Rodez, situé à 10 minutes en voiture. La route menant de Rodez à la Primaube (Avenue de Rodez) est jouxtée par une grande surface, des concessionnaires, et des bourgs rattrapés par l'urbanisation (La Boissonnade, Espessergues...).

### Climat
Pour des articles plus généraux, voir Climat de l'Occitanie et Climat de l'Aveyron.
En 2010, le climat de la commune est de type climat océanique altéré, selon une étude s'appuyant sur une série de données couvrant la période 1971-2000. En 2020, Météo-France publie une typologie des climats de la France métropolitaine dans laquelle la commune est exposée à un climat de montagne et est dans la région climatique Sud-est du Massif Central, caractérisée par une pluviométrie annuelle de 1 000 à 1 500 mm, minimale en été, maximale en automne.
Pour la période 1971-2000, la température annuelle moyenne est de 10,4 °C, avec une amplitude thermique annuelle de 15,6 °C. Le cumul annuel moyen de précipitations est de 1 079 mm, avec 11,5 jours de précipitations en janvier et 6,9 jours en juillet. Pour la période 1991-2020, la température moyenne annuelle observée sur la station météorologique la plus proche, située sur la commune de Flavin à 6 km à vol d'oiseau, est de 11,0 °C et le cumul annuel moyen de précipitations est de 902,2 mm,. Pour l'avenir, les paramètres climatiques de la commune estimés pour 2050 selon différents scénarios d'émission de gaz à effet de serre sont consultables sur un site dédié publié par Météo-France en novembre 2022.

## Urbanisme

### Typologie
Au 1er janvier 2024, Luc-la-Primaube est catégorisée bourg rural, selon la nouvelle grille communale de densité à 7 niveaux définie par l'Insee en 2022.
Elle appartient à l'unité urbaine de Rodez, une agglomération intra-départementale dont elle est une commune de la banlieue,. Par ailleurs la commune fait partie de l'aire d'attraction de Rodez, dont elle est une commune de la couronne,. Cette aire, qui regroupe 68 communes, est catégorisée dans les aires de 50 000 à moins de 200 000 habitants,.

### Villages, lieux-dits et écarts
Les villages et lieux-dits de la commune sont répertoriés ci-dessous, par ordre alphabétique :
- Les Amourals
- La Baraque de Serin
- Le Battut \lə.ba.tyt\
- Bellevue
- Le Bez \lə.bɛs\
- La Boissonnade
- Le Bourg
- La Calmette
- Calzins \kal.zɛ̃s\
- Le Camp de Garlassac
- Camps de Serin
- La Capelle Saint-Martin
- La Cibadière
- Clos Gaillac
- La Coste
- Les Costes
- Le Couderc
- Coussenac
- Le Cros \lə.kʁɔs\
- Les Fanguets
- Les Flottes
- Le Fraysse \lə.frɛjs\
- Garlassac
- Le Grand Mas \lə.ɡʁɑ̃.mas\
- Le Landas \lə.lɑ̃.das\
- Landouze
- Les Molinières
- Montvert
- Moussens \mu.sɛ̃s\
- Naujac
- La Palmerie
- La Parra
- Les Peyrières
- Planèzes
- La Rivière
- Ruols \ʁjɔl\
- Saint-Hubert
- La Salesse
- La Sarrade
- Serin
- Serinou
- La Valette
- Veyrac \vej.ʁak\

### Voies de communication et transports
- Venant de Toulouse, Albi, Carmaux..., et allant en direction de Rodez, on peut traverser la commune en empruntant la nouvelle 2X2 voies, évitant la traversée des villes de Luc ou de la Primaube.
- Une gare est située à la Primaube. Elle est desservie par des TER Occitanie.
- La commune faisant partie de Rodez Agglomération, elle est desservie par les transports urbains Agglobus. La ligne J dessert Luc et La Primaube.

Arrêts de bus de Luc et La Primaube desservis par la ligne J
- Luc Fontaine
- Luc Mairie
- Salle d'animation
- Bellevue
- Lac de Planèzes
- L'Etoile
- Saint Jean
- Saint Martin
- Rue du Stade
- Les Maronniers
- Le Baracou
- Naujac
- Giratoire Boissonnade

## Toponymie
Luc-la-Primaube portait précédemment, jusqu'au 12 septembre 2005, le nom de Luc. La nouvelle dénomination a été officialisée par le décret no 2005-1155 du 12 septembre 2005 portant changement de noms de communes (NOR : INTA0500236D) publié au Journal officiel no 215 du 15 septembre 2005 page 14945.
L'origine du nom de Luc est sujet à controverses. Pour certains, il viendrait du ruthène Lug (divinité celte), pour d’autres du latin Lucus (bois sacré pour les romains), pour d’autres il s’agit d’un lieu voué à l’évangéliste Luc par l'évêque Amans de Rodez qui y possédait des terres.
Le nom de la ville de La Primaube à une origine bien particulière. Jadis, des charrois en provenance de l'abbaye de Bonnecombe, qui se rendaient à Rodez ou à Millau, devaient obligatoirement passer par ce qui correspond aujourd'hui au carrefour central de la Primaube (anciennement nommé l'Étoile). Ces attelages partaient très tôt le matin, alors que la nuit était encore profonde. Lorsqu'ils atteignaient le carrefour, le jour commençait à peine à se lever. C'est ainsi que ces personnes désignèrent l'endroit comme étant la prime aube, traduit mot à mot par la première aube. Puis, au fil du temps, prime aube est devenue primaube et enfin La Primaube, nom officialisé par le maire Anatole de Séguret. Le terme Étoile n'a plus été utilisé pour désigner le croisement. Il n'a, toutefois, pas été perdu, en effet une place et un giratoire de la Primaube portent ce nom.

## Histoire
Autrefois, Luc représentait la ville dominante de la commune, ce qui explique le fait que la mairie de Luc-la-Primaube se situe à Luc. L'ordonnance du 25 août 1829 agrandit le territoire communal, ainsi Luc, la Capelle Saint-Martin, Calzins, la Boissonnade et Ruols ne forment plus qu'une seule unité administrative. Le prieuré Saint-Maurice fut donné au chapitre de Rodez en 1408 par l'anti-pape Benoît XIII.
En 1744, l'intendant de Montauban, Charles Lescalopier, fait construire une grande route reliant Toulouse à Millau ; elle passe par une zone de croisement déserte qui, sur les cadastres, était nommé l'Étoile. Le Chemin Royal, comme il était nommé lors de sa construction en 1750, qui reliait Rodez à l'Étoile, vient compléter le croisement en formant un carrefour à trois directions. En 1749, au niveau de l'Étoile, avait été bâti un hôtel, la Baraque de l'Aurore, dans le but de permettre aux voyageurs qui se déplaçaient à cheval, de faire une halte.
La Primaube est une ville récente, dont on dit souvent, qu'elle est "née de la route" au XIXe siècle. En effet, trois axes de communications, l'avenue de Toulouse, l'avenue de Rodez et la route des Lacs (faisant la liaison avec Flavin, Pont-de-Salars, Millau...), convergent tous sur le centre historique de la Primaube : le Giratoire de l'Étoile. La ville s'est ensuite développée en devenant banlieue de Rodez.
L'histoire de la Primaube est également liée à l'ancienne paroisse de la Capelle Saint-Martin, qui fut jadis sous la domination de l'abbaye de Bonnecombe. Autrefois la relique de Saint Martin faisait venir bon nombre de personnes afin de guérir la maladie dite des vers. Aujourd'hui, la relique est située dans la maison de retraite Sainte-Anne, à la Primaube.

## Politique et administration

### Administration municipale
Le nombre d'habitants au recensement de 2017 étant compris entre 5 000 habitants et 9 999 habitants au dernier recensement, le nombre de membres du conseil municipal est de vingt neuf,.

### Liste des maires
| Période                                  | Période  | Identité                  | Étiquette   | Qualité                                                     |
| ---------------------------------------- | -------- | ------------------------- | ----------- | ----------------------------------------------------------- |
| 1830                                     | 1852     | Auguste Vayssettes        | ?           | ?                                                           |
| 1852                                     | 1857     | François Vayssettes       | ?           | ?                                                           |
| 1857                                     | 1859     | Pierre Savy               | ?           | Propriétaire à Ruols                                        |
| 1859                                     | 1869     | Anatole de Séguret        | ?           | Propriétaire à Veyrac                                       |
| 1869                                     | 1884     | Pierre Savy               | ?           | ?                                                           |
| 1884                                     | 1890     | Célestin Bousquet         | ?           | ?                                                           |
| 1890                                     | 1910     | Edmond Lunet de la Malène | ?           | Président de la Société centrale d'agriculture de l'Aveyron |
| 1910                                     | 1925     | Eugène de Séguret         | ?           | ?                                                           |
| 1925                                     | 1939     | Paul Bousquié             | ?           | ?                                                           |
| 1939                                     | 1944     | Victor Thomas             | ?           | ?                                                           |
| 1944                                     | 1971     | Joseph Cabrolier          |             |                                                             |
| 1971                                     | 1989     | André Laur                | DVD-UDF     | Conseiller général de Rodez-Ouest                           |
| 1989                                     | 2008     | Jean-Paul Espinasse       | UDF-MoDem   | Conseiller général de Rodez-Ouest                           |
| 2008                                     | En cours | Jean-Philippe Sadoul      | SE puis UDI | Deuxième vice-président de Rodez Agglomération              |
| Les données manquantes sont à compléter. |          |                           |             |                                                             |

### Intercommunalité
La commune marque l'entrée sud de Rodez Agglomération. C'est aujourd'hui l'un de ses principaux pôles d'ancrage économique. Elle compte sur le site de Naujac l'une des 4 grandes zones d'activités intercommunales de l'agglomération.
La commune a droit à 5 délégués communautaires au conseil de communauté de Rodez Agglomération.

## Démographie

### Évolution démographique
L'évolution du nombre d'habitants est connue à travers les recensements de la population effectués dans la commune depuis 1793. Pour les communes de moins de 10 000 habitants, une enquête de recensement portant sur toute la population est réalisée tous les cinq ans, les populations de référence des années intermédiaires étant quant à elles estimées par interpolation ou extrapolation. Pour la commune, le premier recensement exhaustif entrant dans le cadre du nouveau dispositif a été réalisé en 2004.

En 2022, la commune comptait 6 054 habitants, en évolution de +1,97 % par rapport à 2016 (Aveyron : +0,37 %, France hors Mayotte : +2,11 %).
| 1793 | 1800 | 1831  | 1836  | 1841  | 1846  | 1851  | 1856  | 1861  |
| ---- | ---- | ----- | ----- | ----- | ----- | ----- | ----- | ----- |
| 611  | 631  | 1 023 | 1 025 | 1 056 | 1 093 | 1 114 | 1 160 | 1 176 |

| 1866  | 1872  | 1876  | 1881  | 1886  | 1891  | 1896  | 1901  | 1906  |
| ----- | ----- | ----- | ----- | ----- | ----- | ----- | ----- | ----- |
| 1 171 | 1 154 | 1 170 | 1 166 | 1 241 | 1 294 | 1 315 | 1 369 | 1 398 |

| 1911  | 1921  | 1926  | 1931  | 1936  | 1946  | 1954  | 1962  | 1968  |
| ----- | ----- | ----- | ----- | ----- | ----- | ----- | ----- | ----- |
| 1 399 | 1 319 | 1 305 | 1 330 | 1 410 | 1 241 | 1 238 | 1 428 | 1 864 |

| 1975  | 1982  | 1990  | 1999  | 2004  | 2006  | 2009  | 2014  | 2019  |
| ----- | ----- | ----- | ----- | ----- | ----- | ----- | ----- | ----- |
| 2 613 | 3 674 | 4 036 | 4 717 | 5 173 | 5 258 | 5 672 | 5 898 | 6 005 |

| 2022  | - | - | - | - | - | - | - | - |
| ----- | - | - | - | - | - | - | - | - |
| 6 054 | - | - | - | - | - | - | - | - |

### Pyramide des âges
En 2018, le taux de personnes d'un âge inférieur à 30 ans s'élève à 30 %, soit au-dessus de la moyenne départementale (28,8 %). À l'inverse, le taux de personnes d'âge supérieur à 60 ans est de 30,9 % la même année, alors qu'il est de 34,3 % au niveau départemental.
En 2018, la commune comptait 2 935 hommes pour 3 052 femmes, soit un taux de 50,98 % de femmes, légèrement supérieur au taux départemental (50,67 %).
Les pyramides des âges de la commune et du département s'établissent comme suit.
| Hommes | Classe d’âge | Femmes |
| ------ | ------------ | ------ |
| 0,9    | 90 ou +      | 1,8    |
| 9,7    | 75-89 ans    | 11,3   |
| 17,9   | 60-74 ans    | 20,0   |
| 21,9   | 45-59 ans    | 21,7   |
| 16,7   | 30-44 ans    | 18,0   |
| 14,4   | 15-29 ans    | 13,0   |
| 18,5   | 0-14 ans     | 14,1   |

| Hommes | Classe d’âge | Femmes |
| ------ | ------------ | ------ |
| 1,3    | 90 ou +      | 3      |
| 10,3   | 75-89 ans    | 13,5   |
| 21,3   | 60-74 ans    | 21,3   |
| 20,8   | 45-59 ans    | 20,1   |
| 16,4   | 30-44 ans    | 15,7   |
| 14,8   | 15-29 ans    | 12,2   |
| 15,3   | 0-14 ans     | 14,3   |

## Équipements

### Enseignement

#### Secondaire
La commune ne possède ni collège ni lycée. La plupart des enfants, habitant la commune, doivent emprunter les transports scolaires pour se rendre dans leurs établissements respectifs dès l'entrée au collège.
- Collèges
  - Collèges de Rodez
  - Baraqueville, Collège Albert Camus
- Lycées
  - Lycées de Rodez

#### Universitaire
Pour les jeunes qui désirent poursuivre leurs études, il est possible d'intégrer des formations d'enseignement supérieur à Rodez (suivre le lien ci-dessous). Toutefois, beaucoup de formations ne sont pas disponibles à Rodez, obligeant les étudiants à se diriger vers de plus grandes villes. Les plus proches sont Albi, Toulouse, Montpellier ou encore Clermont-Ferrand (suivre les liens ci-dessous).
- Universités de Rodez
- Université fédérale de Toulouse-Midi-Pyrénées
- Université de Montpellier
- Université de Clermont-Ferrand

### Santé
- Luc

Dans le domaine de la santé, Luc dispose d'un médecin et de deux kinésithérapeutes.
- La Primaube

La ville est mieux équipée que Luc en ce qui concerne la santé, en effet, elle compte cinq médecins, réunis dans un même cabinet médical, deux pharmacies, deux cabinets d'infirmières regroupant, à eux deux, dix infirmières, trois dentistes, deux podologues, six kinésithérapeutes, un orthophoniste, un laboratoire d'analyses, trois orthopédistes et enfin pour nos amis les animaux, un cabinet vétérinaires rassemblant trois vétérinaires.

### Services publics
- Luc

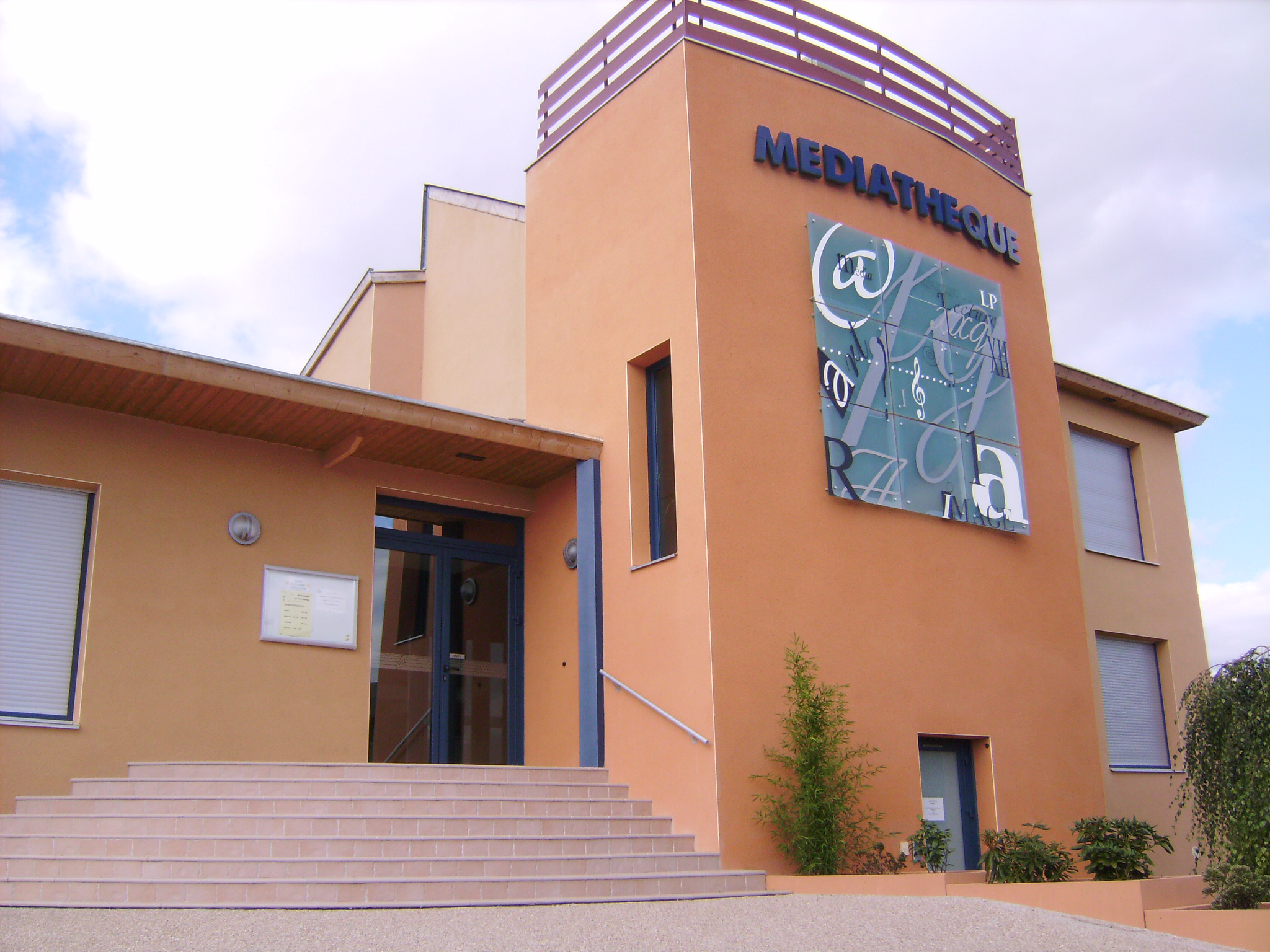
Médiathèque de la Primaube.

Luc possède quelques équipements et services destinés au public tels que la mairie ou une agence postale. Pour les enfants, la ville est munie d'une cantine ainsi que d'une garderie pour les plus petits.
Concernant les activités sportives, on trouve à Luc, trois stades de football (dont un terrain synthétique), une piste d'athlétisme, une salle de gym, plusieurs terrains de pétanque répartis dans différents hameaux, un court de tennis et son grand quillodrome.
- La Primaube

La Primaube possède nombreux équipements sociaux, sportifs et de loisirs, en effet la ville est dotée d'une annexe de mairie, une Poste, une halte-garderie, un restaurant scolaire, un stade de football et un stade annexe (avec stade de rugby), un terrain de pétanque, un petit terrain de quilles, des courts de tennis, une déchèterie, un centre social polyvalent avec salle omnisports, un centre de tri, une aire des gens du voyage, une ADMR, une CAF, un relais d'assistantes maternelles, un accueil des services sociaux du conseil général, une médiathèque et une salle des jeunes.

## Économie

### Revenus
En 2018  (données Insee publiées en septembre 2021), la commune compte 2 651 ménages fiscaux, regroupant 5 835 personnes. La médiane du revenu disponible par unité de consommation est de 22 900 € (20 640 € dans le département). 56 % des ménages fiscaux sont imposés ( % dans le département).

### Emploi
| Division       | 2008  | 2013  | 2018  |
| -------------- | ----- | ----- | ----- |
| Commune        | 3,5 % | 4,7 % | 4,8 % |
| Département    | 5,4 % | 7,1 % | 7,1 % |
| France entière | 8,3 % | 10 %  | 10 %  |

En 2018, la population âgée de 15 à 64 ans s'élève à 3 566 personnes, parmi lesquelles on compte 80,4 % d'actifs (75,6 % ayant un emploi et 4,8 % de chômeurs) et 19,6 % d'inactifs,. Depuis 2008, le taux de chômage communal (au sens du recensement) des 15-64 ans est inférieur à celui de la France et du département.
La commune fait partie de la couronne de l'aire d'attraction de Rodez, du fait qu'au moins 15 % des actifs travaillent dans le pôle,. Elle compte 2 088 emplois en 2018, contre 2 032 en 2013 et 1 992 en 2008. Le nombre d'actifs ayant un emploi résidant dans la commune est de 2 723, soit un indicateur de concentration d'emploi de 76,7 % et un taux d'activité parmi les 15 ans ou plus de 57,8 %.
Sur ces 2 723 actifs de 15 ans ou plus ayant un emploi, 635 travaillent dans la commune, soit 23 % des habitants. Pour se rendre au travail, 91,2 % des habitants utilisent un véhicule personnel ou de fonction à quatre roues, 1,4 % les transports en commun, 4,1 % s'y rendent en deux-roues, à vélo ou à pied et 3,3 % n'ont pas besoin de transport (travail au domicile).

### Activités hors agriculture

#### Secteurs d'activités
529 établissements sont implantés  à Luc-la-Primaube au 31 décembre 2019. Le tableau ci-dessous en détaille le nombre par secteur d'activité et compare les ratios avec ceux du département,.
| Secteur d'activité                                                                                        | Commune | Commune | Département |
| Secteur d'activité                                                                                        | Nombre  | %       | %           |
| --- | ------- | ------- | ----------- |
| Ensemble                                                                                                  | 529     | 100 %   | (100 %)     |
| Industrie manufacturière, industries extractives et autres                                                | 58      | 11 %    | (17,7 %)    |
| Construction                                                                                              | 87      | 16,4 %  | (13 %)      |
| Commerce de gros et de détail, transports, hébergement et restauration                                    | 140     | 26,5 %  | (27,5 %)    |
| Information et communication                                                                              | 5       | 0,9 %   | (1,5 %)     |
| Activités financières et d'assurance                                                                      | 25      | 4,7 %   | (3,4 %)     |
| Activités immobilières                                                                                    | 31      | 5,9 %   | (4,2 %)     |
| Activités spécialisées, scientifiques et techniques et activités de services administratifs et de soutien | 67      | 12,7 %  | (12,4 %)    |
| Administration publique, enseignement, santé humaine et action sociale                                    | 71      | 13,4 %  | (12,7 %)    |
| Autres activités de services                                                                              | 45      | 8,5 %   | (7,8 %)     |

Le secteur du commerce de gros et de détail, des transports, de l'hébergement et de la restauration est prépondérant sur la commune puisqu'il représente 26,5 % du nombre total d'établissements de la commune (140 sur les 529 entreprises implantées  à Luc-la-Primaube), contre 27,5 % au niveau départemental.

#### Entreprises
Les cinq entreprises ayant leur siège social sur le territoire communal qui génèrent le plus de chiffre d'affaires en 2020 sont : 
- Francois Materiaux, commerce de gros (commerce interentreprises) de bois et de matériaux de construction (26 800 k€)
- So Co Fal, fabrication de matelas (16 382 k€)
- SA Natimar, supermarchés (13 745 k€)
- ETS Francois Industrie, fabrication de béton prêt à l'emploi (12 991 k€)
- Etoile Des Grands Causses, commerce d'autres véhicules automobiles (10 097 k€)

|                   | Agriculture | Industrie | Tertiaire | Construction |
| ----------------- | ----------- | --------- | --------- | ------------ |
| Luc-la-Primaube   | 4,1 %       | 18,7 %    | 66,1 %    | 11,0 %       |
| Moyenne nationale | 4,1 %       | 18,3 %    | 71,5 %    | 6,1 %        |

### Agriculture
La commune est dans le Segala, une petite région agricole occupant l'ouest du département de l'Aveyron. En 2020, l'orientation technico-économique de l'agriculture  sur la commune est l'élevage bovin, orientation mixte lait et viande.
|               | 1988  | 2000  | 2010  | 2020  |
| ------------- | ----- | ----- | ----- | ----- |
| Exploitations | 124   | 66    | 70    | 60    |
| SAU (ha)      | 2 284 | 2 056 | 2 063 | 2 075 |

Le nombre d'exploitations agricoles en activité et ayant leur siège dans la commune est passé de 124 lors du recensement agricole de 1988  à 66 en 2000 puis à 70 en 2010 et enfin à 60 en 2020, soit une baisse de 52 % en 32 ans. Le même mouvement est observé à l'échelle du département qui a perdu pendant cette période 51 % de ses exploitations,. La surface agricole utilisée sur la commune a également diminué, passant de 2 284 ha en 1988 à 2 075 ha en 2020. Parallèlement la surface agricole utilisée moyenne par exploitation a augmenté, passant de 18 à 35 ha.

## Culture locale et patrimoine

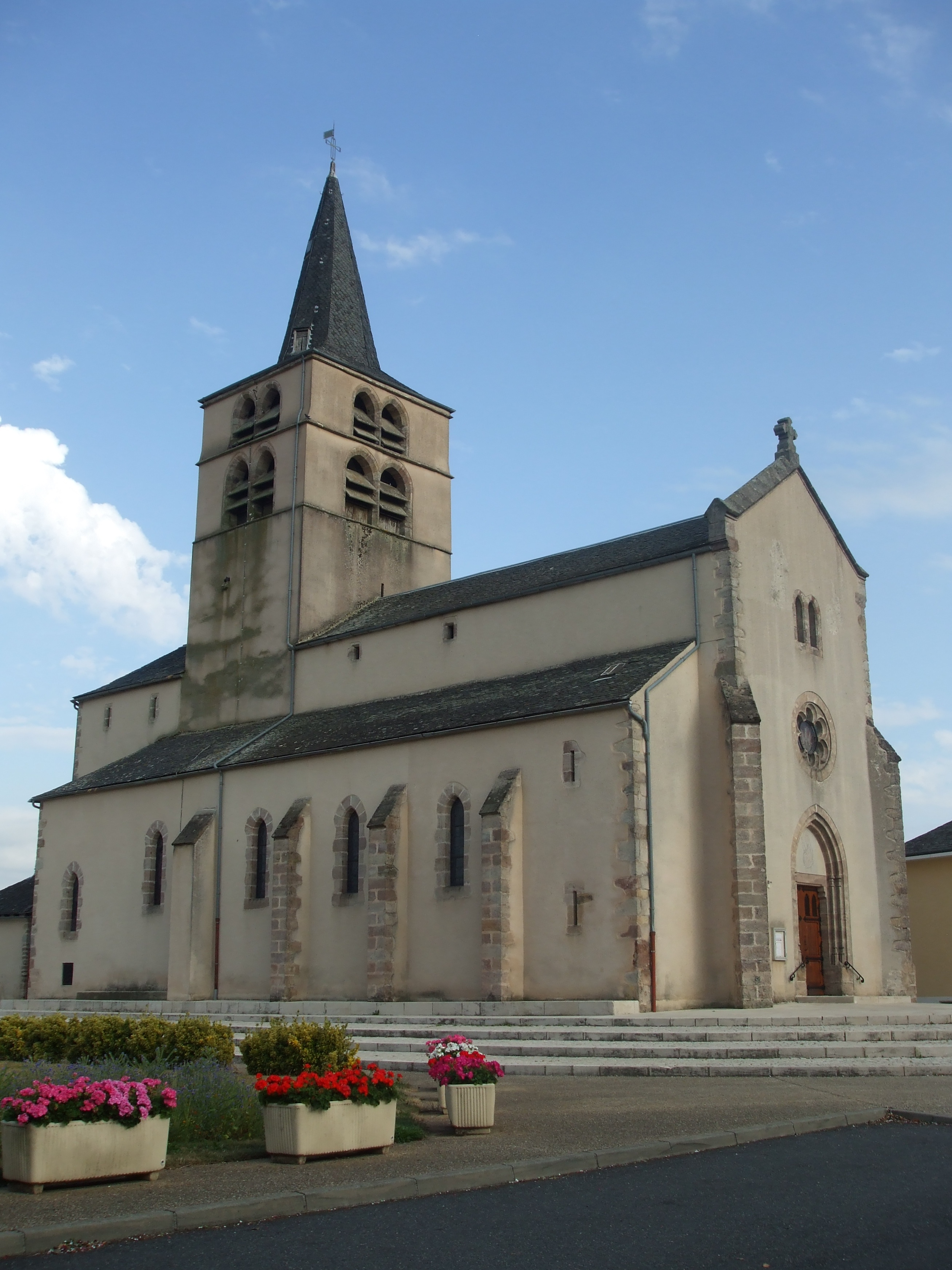
L'église de Luc

### Lieux et monuments
- On trouve, à Luc, une église Saint-Maurice.

Elle aurait été érigée à l'emplacement d'une chapelle romane mais rebâtie à partir du XIIIe siècle.  Un clocher est construit de 1316 à 1331.  
En 1408, à la suite de l'union du prieuré de Luc avec le chapitre de la cathédrale de Rodez, l'église romane est transformée en église gothique. La famille de Planèzes finance la construction de la chapelle du bras sud du transept en 1463 et en 1930 y est redécouverte une peinture murale représentant le Christ en croix entre la Vierge et saint Jean avec à sa gauche sainte Catherine. C'est aussi au XVe siècle que l'édifice est doté d'un groupe sculpté : une Pietà, une sculpture de la Vierge et une de saint Jean. 

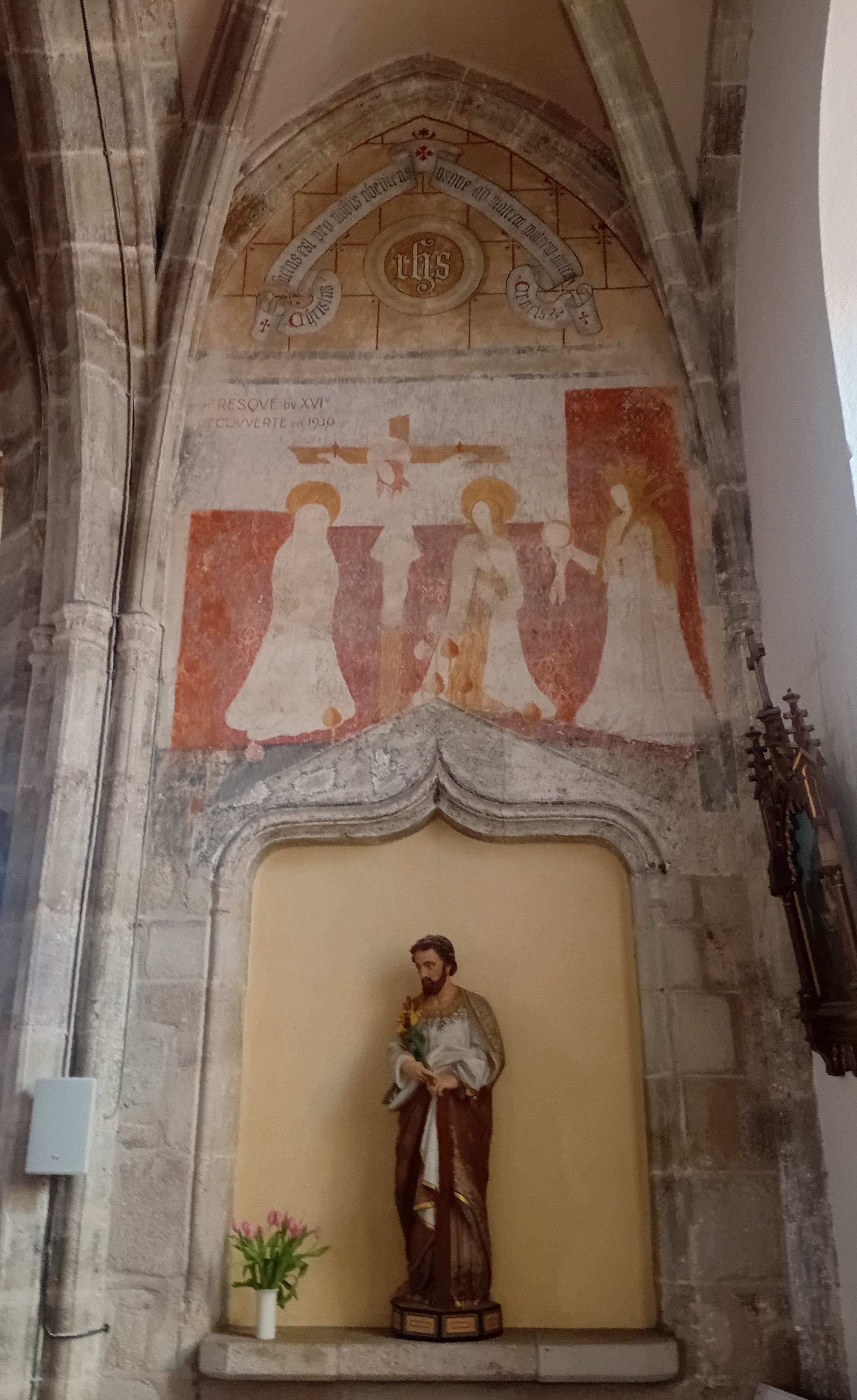
Peinture murale, XVe siècle.
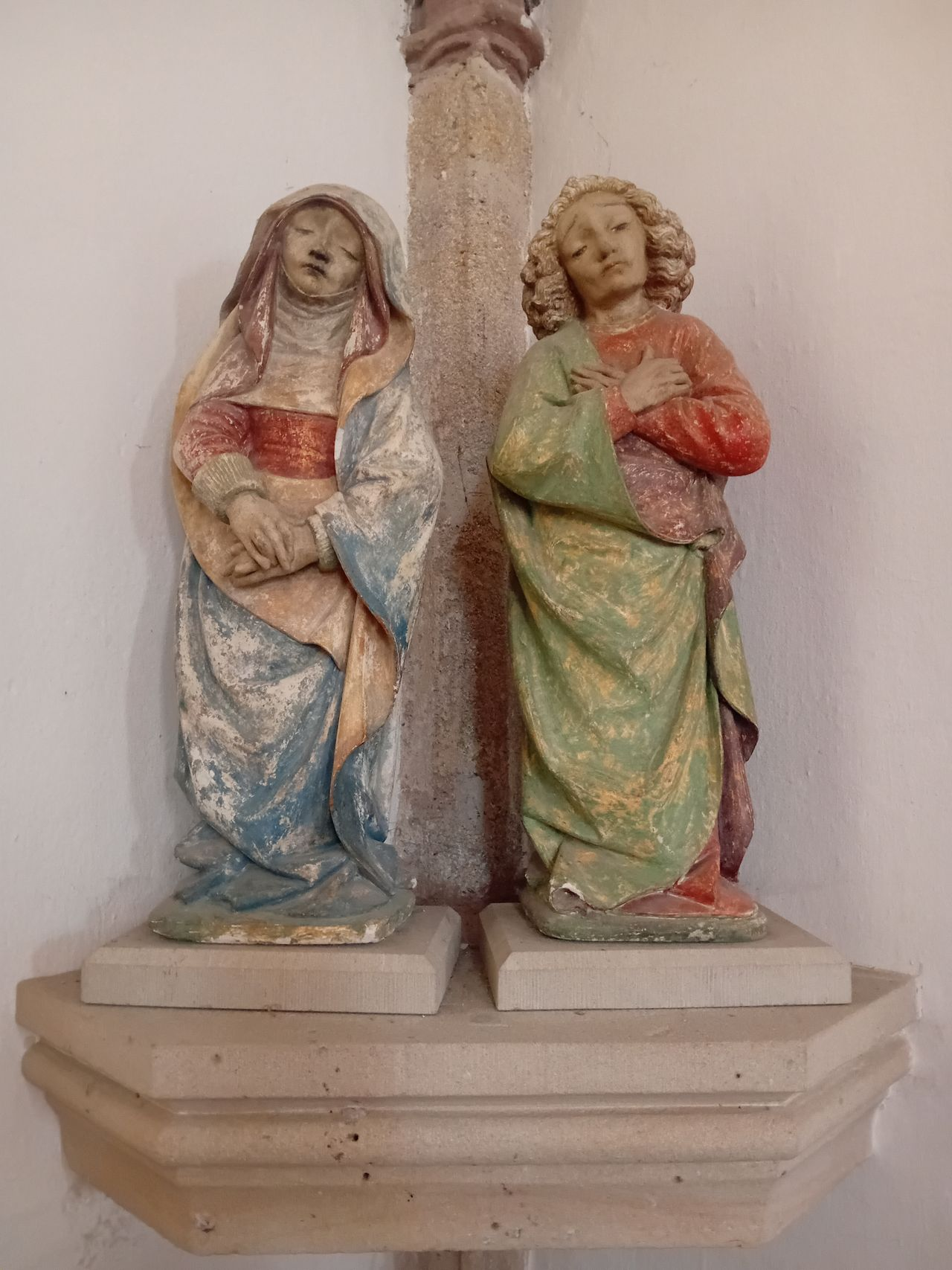
Groupe sculpté, XVe siècle.
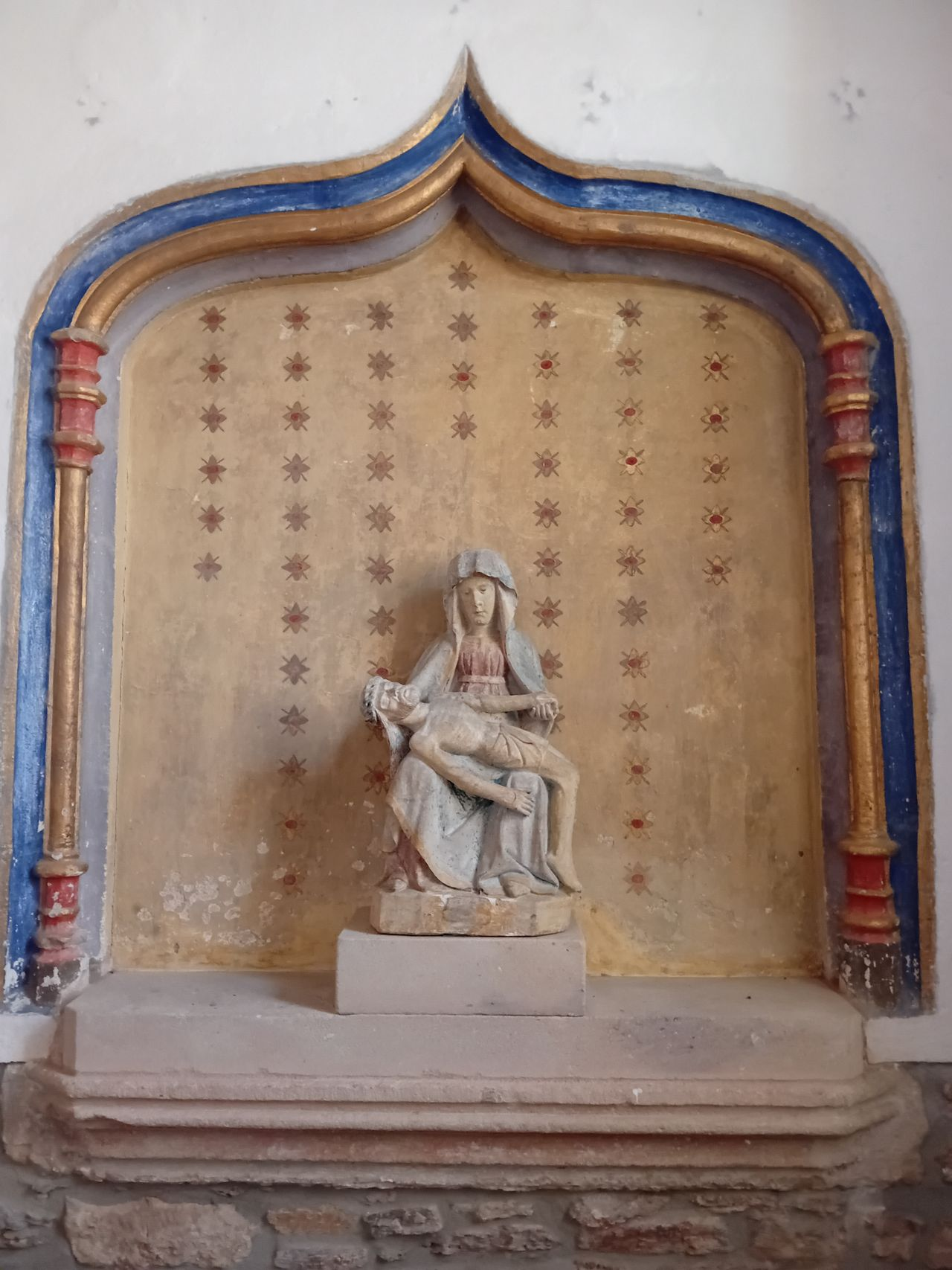
Pietà, XVe siècle.

Dans la nef se trouvent trois blasons armoriés : le premier, écartelé d'une croix, est attribué à la famille d'Arpajon ; le deuxième, une fleur de lys sur l'écu, serait un témoignage d'une participation du trésor royal à la construction de la nef, et le troisième, un lion senestré d'un chevron chargé de besants, est attribué à la famille de Morlhon.
Aux XVe et XVIe siècles, une salle est aménagée au dessus de la voûte, accessible par un escalier en vis. En 1449, 1635 et 1670 les évêques demandent en vain que des caisses où les paroissiens stockent des denrées en soient retirées. 
Le clocher est rebâti en 1612. Au premier étage tenait au sec les vêtements liturgiques et bannières. Au deuxième étage se trouve la chambre des cloches : la cloche Saint-Pierre de 31 kg qui sonne le ré, la cloche Maria de 13 kg qui sonne le sol, la cloche Sainte-Jeanne-d'Arc de 9 kg qui sonne le la et la cloche Saint-Maurice de 7 kg qui sonne le si ont été inaugurées en 1923. La flèche de figure octogonale a 15 mètres de hauteur.

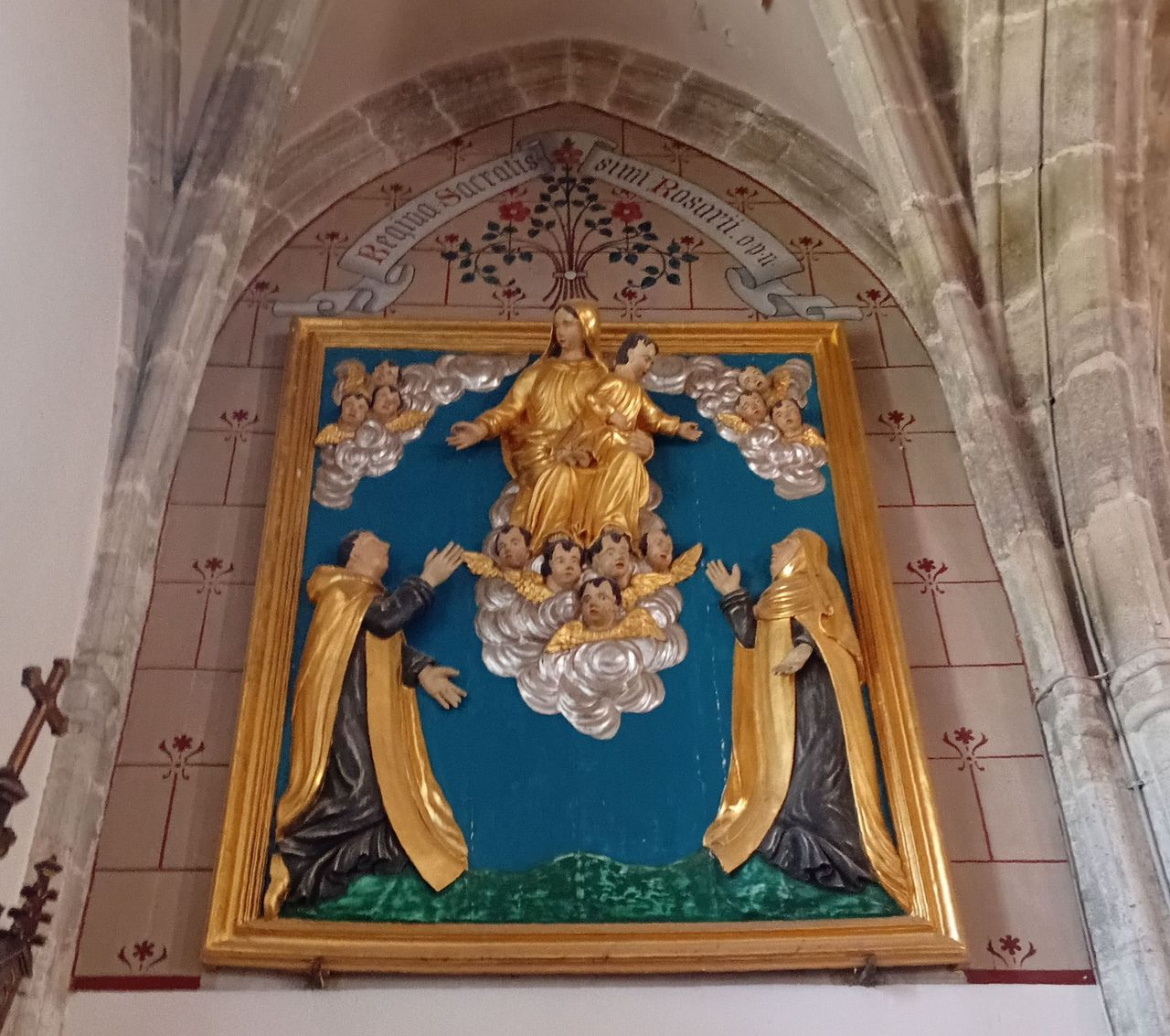
Retable du XVIIIe siècle

Le sol de l'église est refait en pierre grise en 1821. En 1878 le retable du XVIIIe siècle de la chapelle du Rosaire, endommagé par la foudre en 1873, est redoré. De 1887 à 1891 l'église est remaniée par l’architecte départemental Henri Pons pour l'agrandir et en faire un édifice régulier, symétrique, dans un style néo-gothique : construction de bas-côtés, d'une travée avec tribune, suppression de la sacristie au nord et de la tour qui servait à monter au clocher... Les matériaux utilisés sont de Toizac ou de Cayssiols (grès beiges). Les marches et paliers en pierre grises proviennent des carrières de Concourès. Les pierres déjà taillées, les clés de voute sont réemployées et au dessus de la tribune la clé de voûte porte la date 1889. Une nouvelle sacristie est construite pour remplacer celle du clocher.

Au début du XXe siècle est installé un maître-autel de marbre blanc sculpté par François Mahoux. 17 vitraux sont réalisés au cours de deux campagnes : la première, en 1890, par le maître-verrier ruthénois Laurent Théotine Lachaize qui signe par son monogramme LTL ; la seconde, en 1934, par l'atelier de Gustave Pierre Dagrant à Bordeaux. L'atelier de peinture de Paul Noël Lasseran réalise les anges entourant le monument aux morts et la peinture murale de la chapelle Sainte-Thérèse. En 1951 la commune fait remplacer les 32 abats-sons en bois des ouïes du clocher par des abats-sons en ciment. En 2009 est ajouté dans le baptistère un vitrail réalisé par Françoise Clarion.  

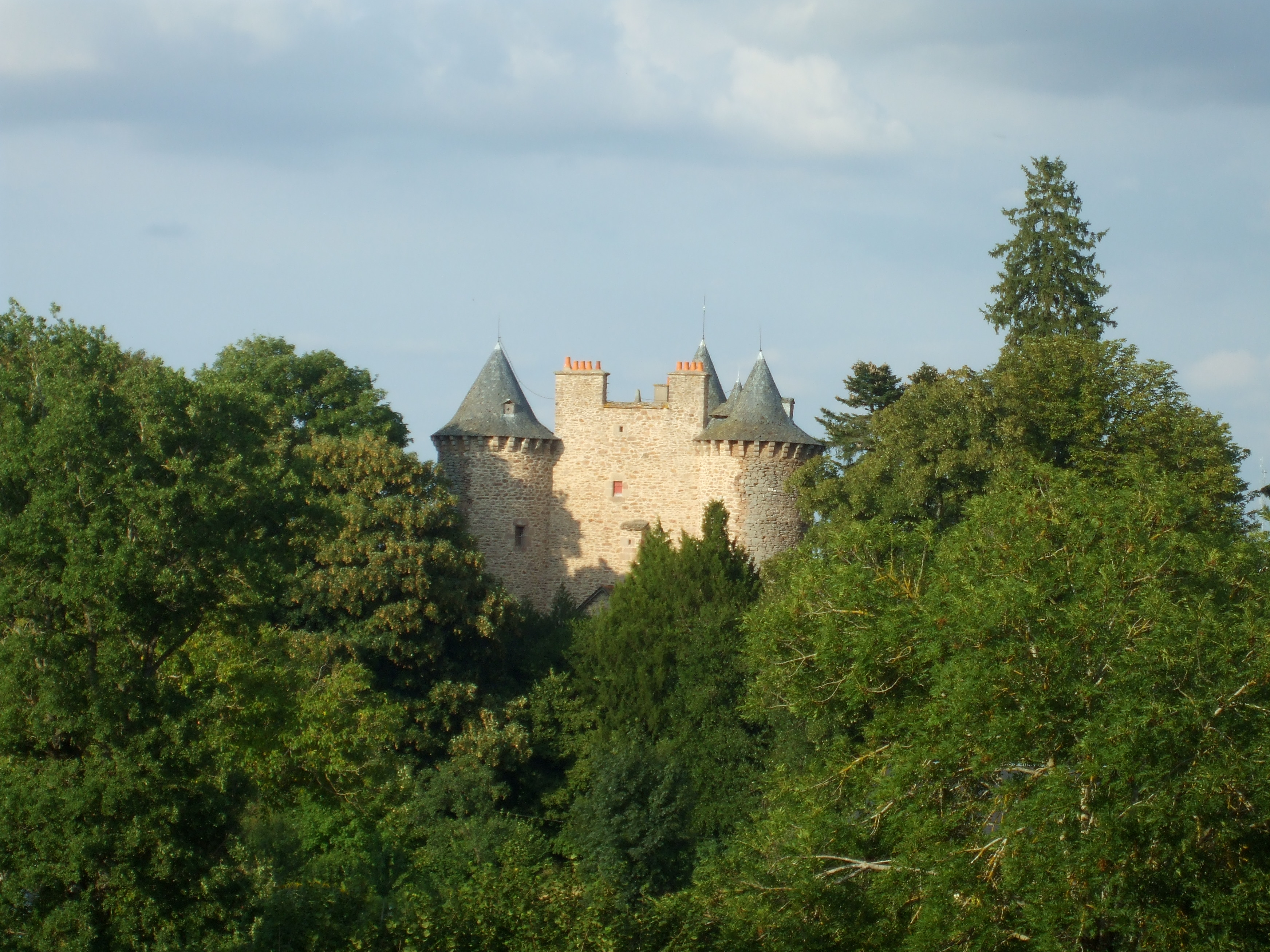
Le château de Planèzes

C'est le plus ancien bâtiment religieux de la commune, dans lequel on réalise encore des cérémonies religieuses. Une tradition (déjà considérée ancienne en 1670) de distribution de pains cuits bénis le jeudi de l'ascension (appelés michous) est encore vivace.
- Non loin de Luc, à Planèzes, se situe le château de Planèzes, bâti lui aussi au XVe siècle, et appartenant à la famille de La Malène.

La Primaube compte plusieurs monuments.
- L'église de la Primaube, 

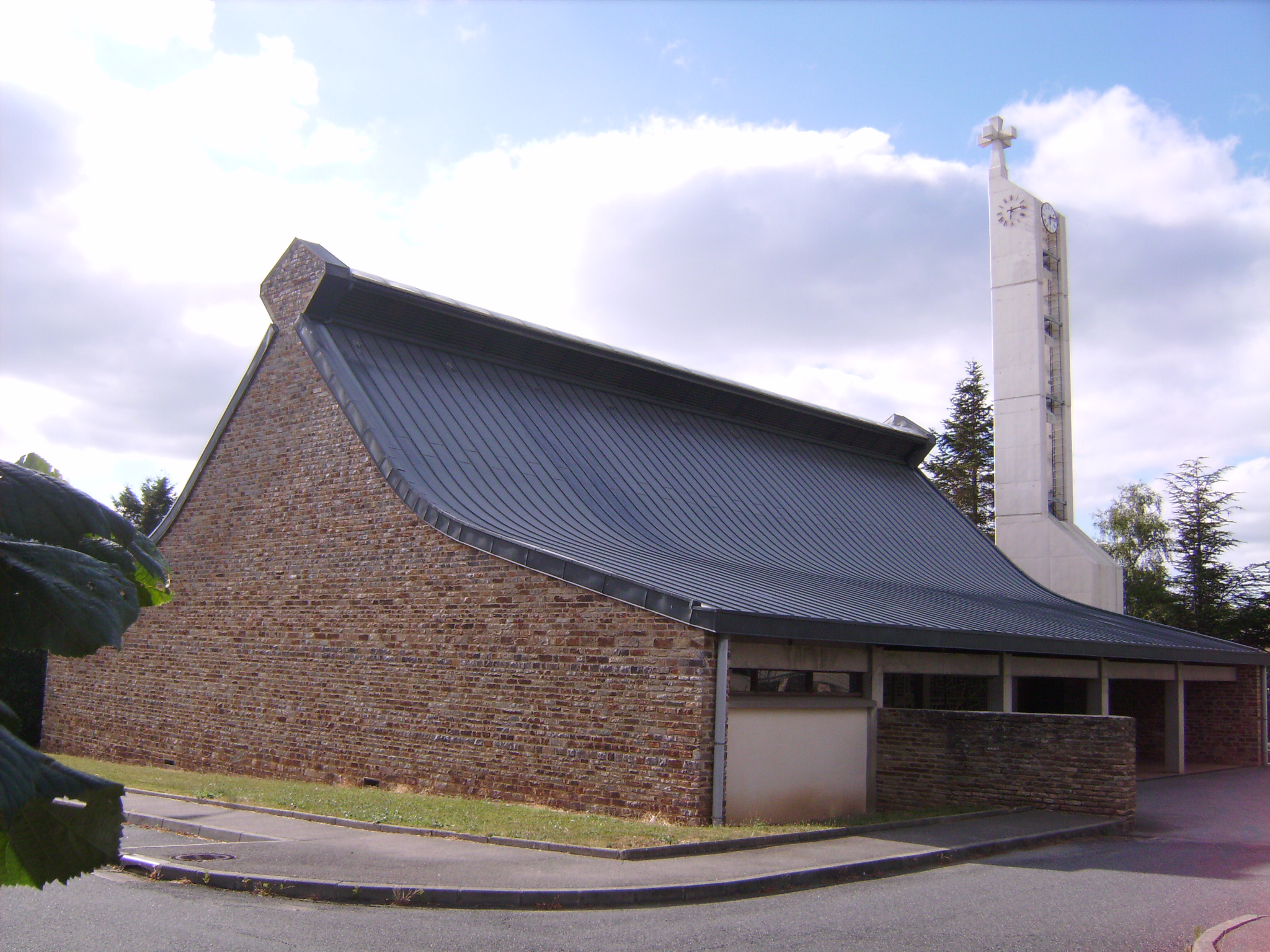
L'église de la Primaube,
avec son clocher blanc.

 avec son clocher blanc.Église Saint-Jean de la Primaube[32]. Tout d'abord son église moderne datant de 1964. Au passage on peut remarquer son clocher récemment construit comptant 4 cloches, l'une fut créé en 1822 et les deux autres furent achetées en 1889. Elles ont tout d'abord été accrochées au clocher de la Capelle Saint-Martin, puis, depuis le 21 novembre 2004, c'est au clocher de la Primaube que l'on peut les entendre résonner de nouveau. Le chœur de l'église est surtout marqué par 3 sculptures, représentant saint Jean, la Vierge Marie et le Christ sur la croix.
- La Primaube compte aussi deux monuments commémoratifs : un monument aux morts représentant un soldat de la guerre de 14-18 mort, honorant initialement les enfants de la Capelle Saint-Martin morts pour la France ; et un autre monument plus récent à la mémoire des soldats aveyronnais morts pour la France en Algérie, Maroc et Tunisie. Sur ce monument on peut voir un drapeau français et une plaque représentant la carte de l'Aveyron ainsi que les noms des Aveyronnais qui sont tombés au combat. (voir les images ci-dessous)
- Un autre monument, l'église gothique Saint-Martin de la Capelle Saint-Martin. Sa construction débuta au XIIIe siècle, puis, l'église fut légèrement agrandie au XVe siècle. Cet édifice, aux retombées de voûte de la chapelle de droite, était un symbole pour les évangélistes. Jadis, elle constituait un pèlerinage pour les enfants.
- Dans ce même lieu-dit, on retrouve une ancienne école, aujourd'hui fermée et transformée en habitations.

## Médias
La station de radio Totem siège au 8 rue du Cros, à la Primaube. Elle couvre 11 départements, et serait la 1re radio des départements de l'Aveyron et de la Lozère en termes d'audiences.

## Vie locale

### Festivités
Chaque année, le deuxième ou troisième week-end du mois de juin, le comité des fêtes de la commune organise une grande fête à la Primaube. De nombreuses activités sont organisées telles qu'une retraite aux flambeaux le vendredi soir, moment très convivial où les Primaubois et leurs enfants se dotent de lampions et déambulent à travers la Primaube en suivant une fanfare, ce jusqu'au terrain de pétanque de la ville d'où est lancé un feu d'artifice. Le samedi, un concert a lieu sur la Place de l'Étoile, lorsqu'il fait beau (dans le cas contraire, le concert se fait dans le gymnase du centre social). Le dimanche, un grand pique-nique est organisé sur les pelouses du centre social. D'autres activités telles qu'un concours de pêche, un concours de pétanque, une randonnée ou encore un vide-grenier géant, attendent les habitants de la commune. Enfin, une fête foraine est également présente chaque année, sur la Place du Marché, tout au long de ce week-end festif.

### Sports
- Le club de football, le Luc-Primaube Football Club évolue en Championnat de Division d'Honneur (DH).
- Club de rugby à XV, le Lévezou Ségala Aveyron XV évoluant dans le Championnat de France de 2e division fédérale.
- Club de quilles : le Sport Quilles Luc et le Sport Quilles la Primaube

### Théâtre
La commune accueille, depuis 2008, une troupe de théâtre amateur Bruits de Couloirs. Cette association créé par des Luco-Primaubois réunit une dizaine de comédiens préparant chaque année des spectacles de sketchs humoristiques. Depuis 2008, l'association dispose, également, d'une école de théâtre afin de transmettre sa passion à la jeune génération. La trentaine de jeunes comédiens travaillent chaque semaine pour monter une pièce de théâtre qui est joué en fin d'année scolaire.
Fait exceptionnel pour une association de cette envergure, Bruits de Couloirs est parrainé par Michel Galabru. Il est, d'ailleurs, venu jouer Les Rustres de Goldoni le 2 août 2012 à la demande de ses jeunes filleuls.

### Personnalités liées à la commune
- François Vayssettes, né à la Palmerie le 15 juin 1738, nommé consul de Rodez en 1785, président du directoire du département en 1790, conseiller à la cour royale de Montpellier, décoré de la Légion d'Honneur lors du couronnement de l'Empereur Napoléon Ier le 2 décembre 1804, décédé le 17 juin 1817.
- Edmond Lunet de La Malène (1841-1910), avocat, maire de Luc (1890-1910), président de la Société centrale d'agriculture de l'Aveyron.
- Marie-Eugène Foulquier (de) (1866-1948), vicaire apostolique en Birmanie, est né au hameau Le Batut[34].
- Louis Bellouvet (1895-1977), peintre[35] et sculpteur[36], né à Luc.
- Christian de La Malène (1920-2008), petit-fils d'Edmond, a été propriétaire du château de Planèzes.
- François Laur (1943-2016), écrivain et poète, est né à Luc.

## Galerie

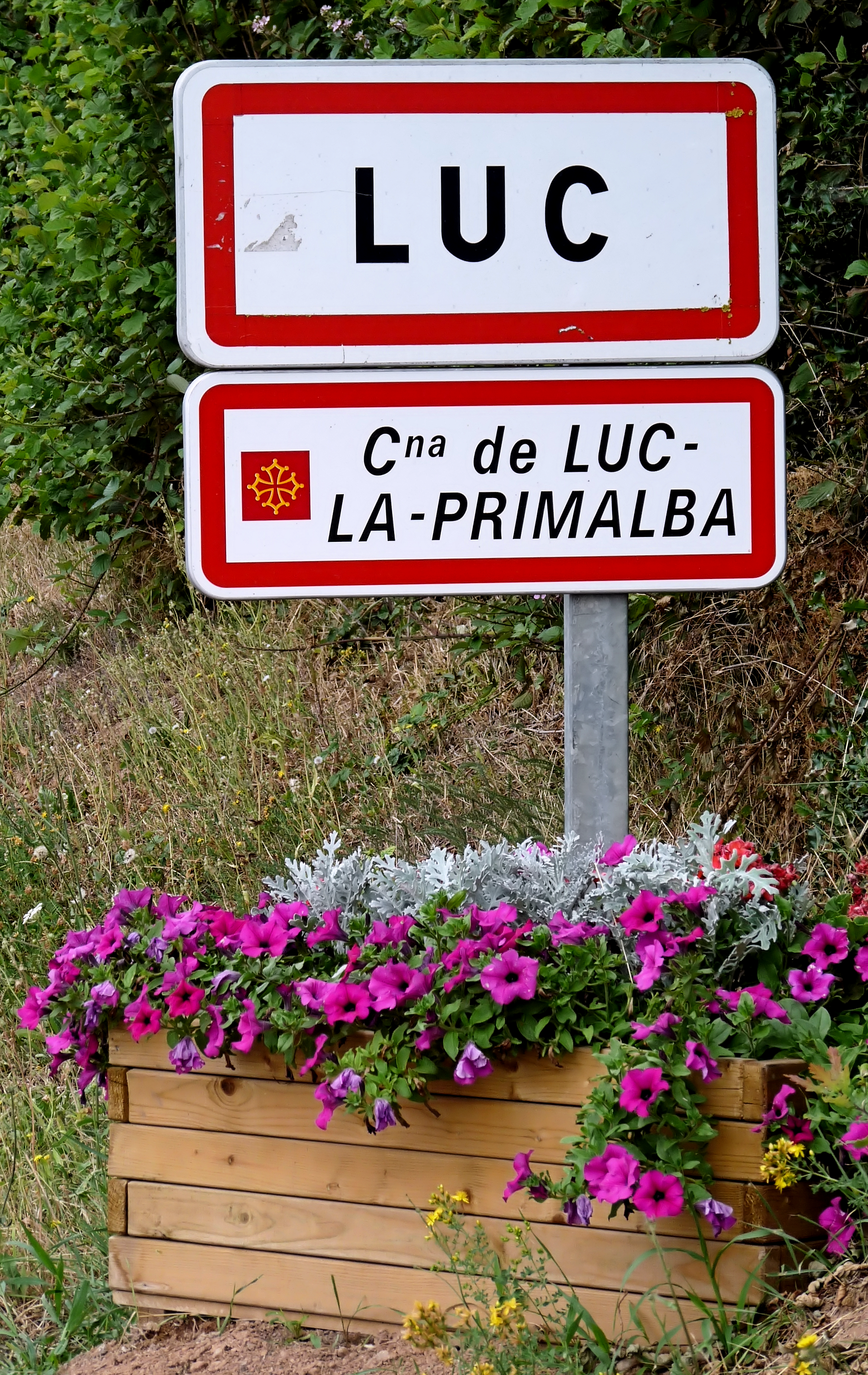
Plaque à l'entrée de la commune de Luc.
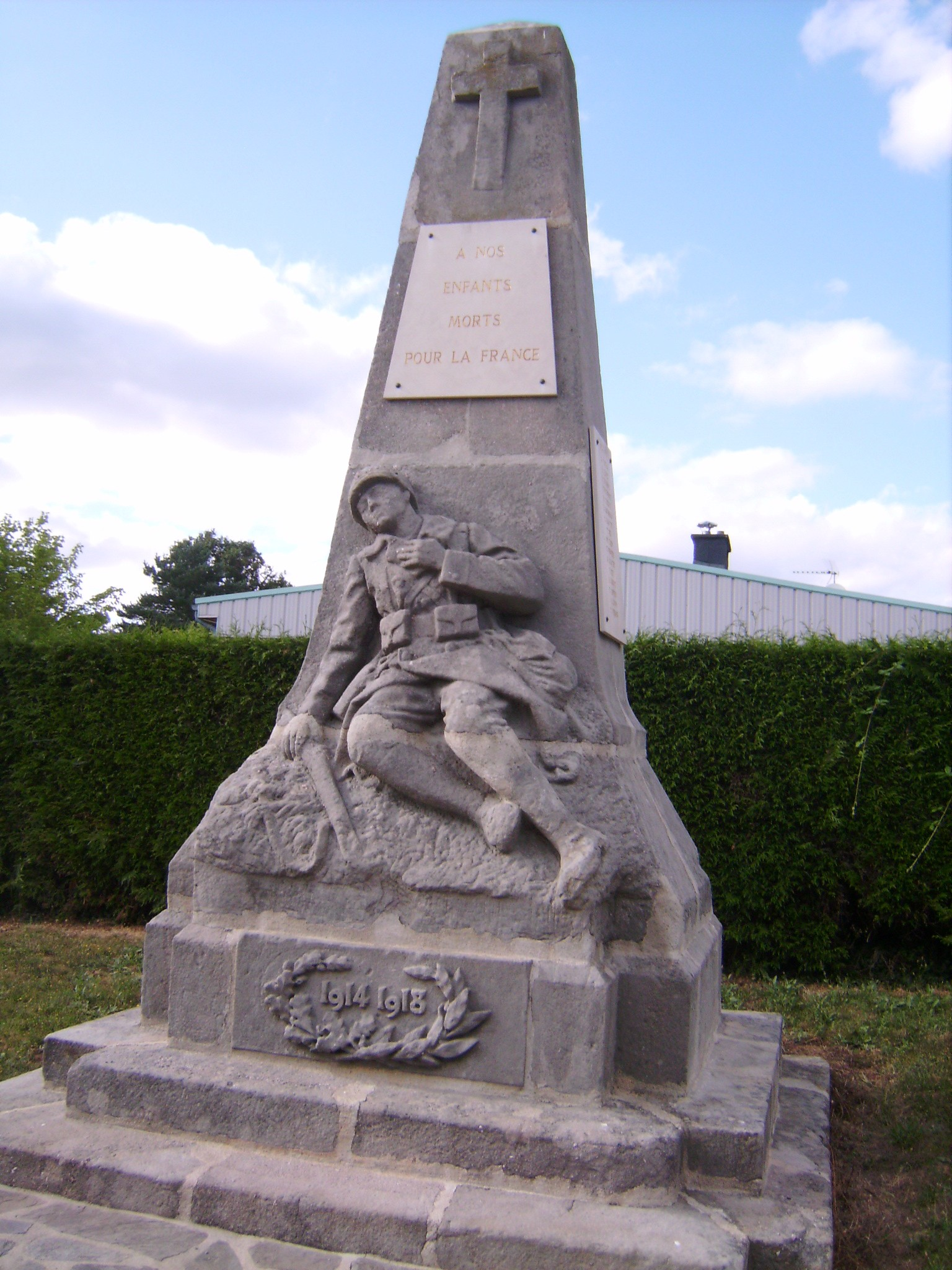
Les deux monuments aux morts de la Primaube.
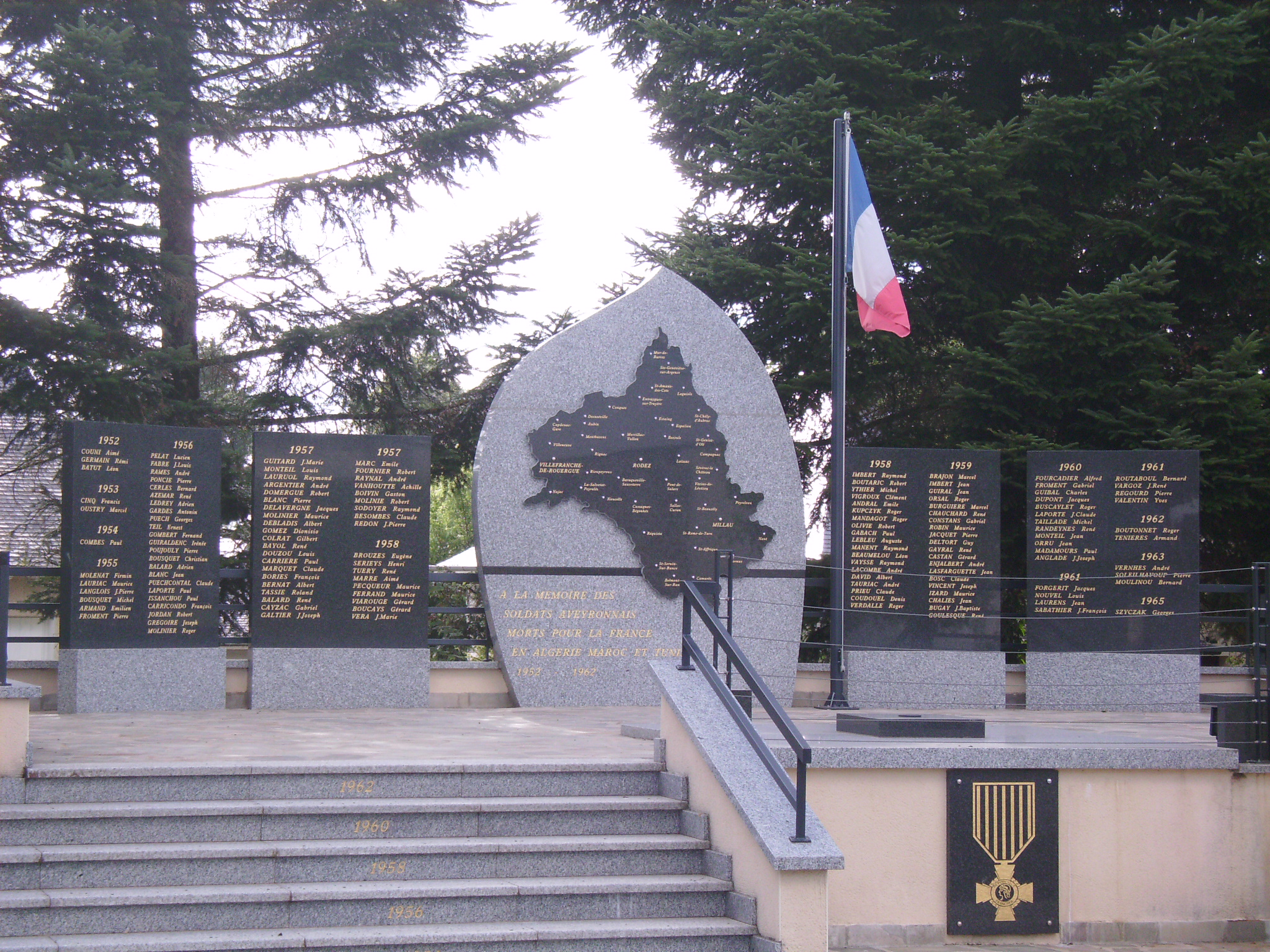
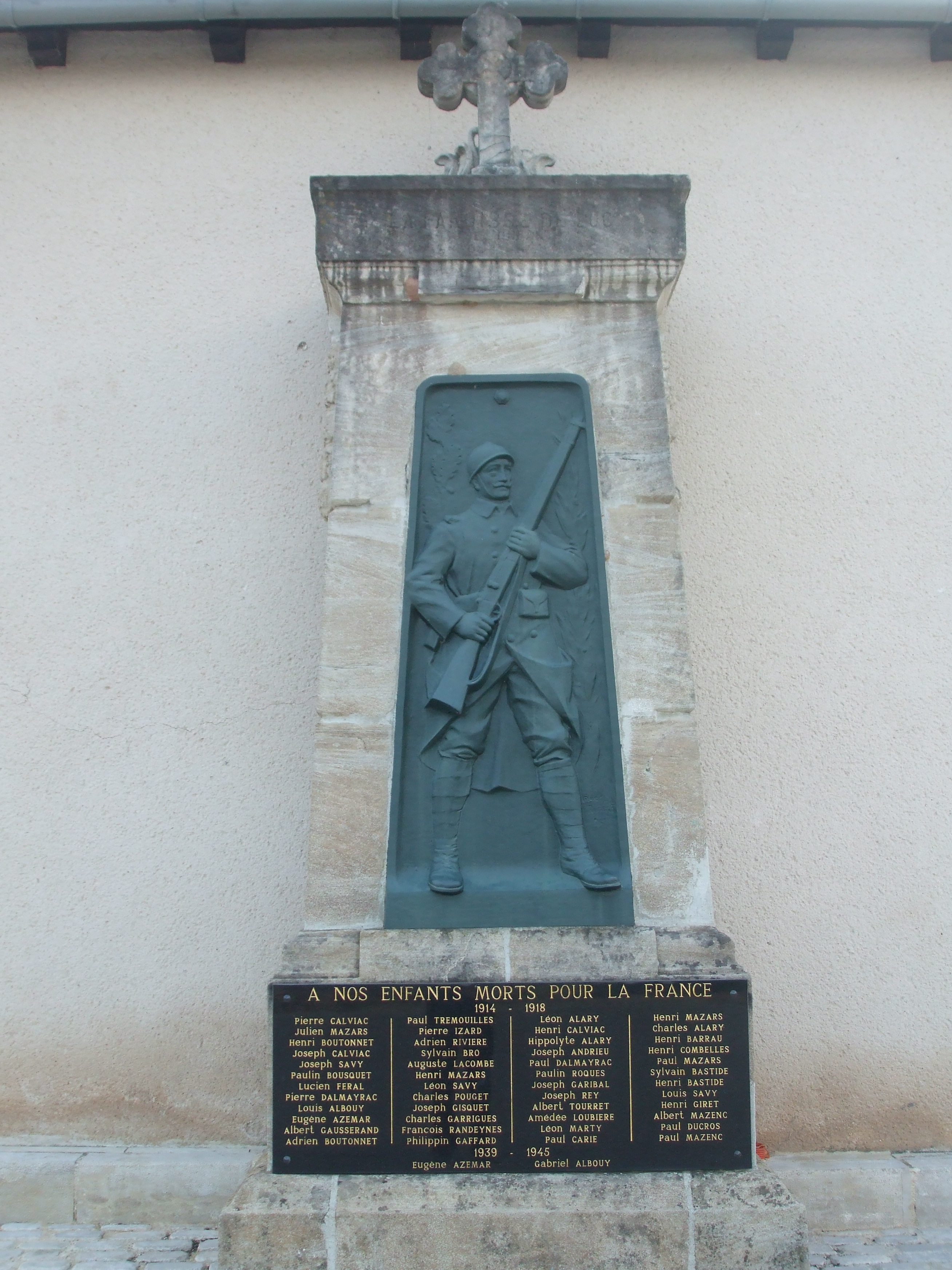
Le monument aux morts de Luc, derrière l'église.
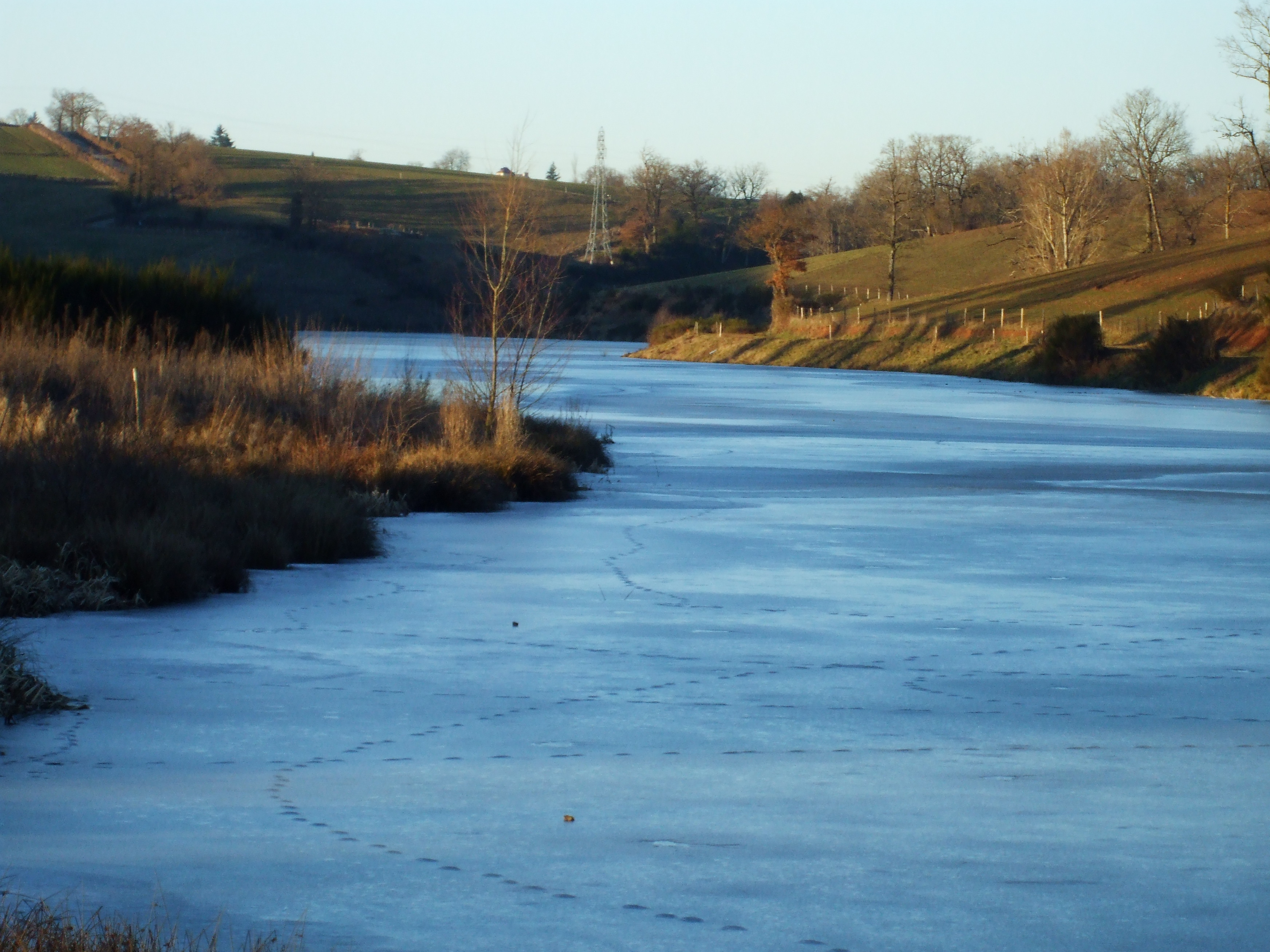
Lac de Planèzes gelé en hiver.